# ウトロ温泉

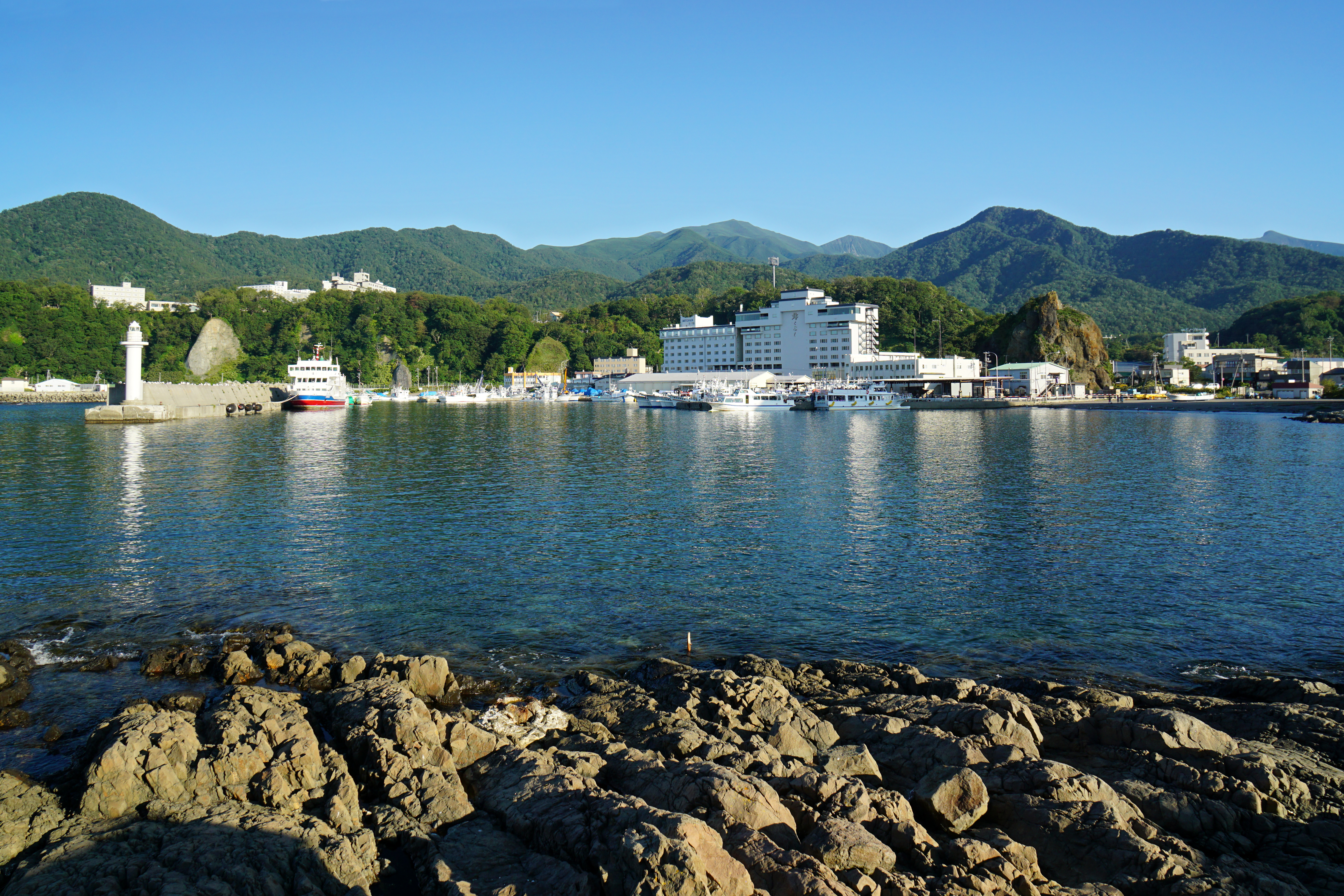
港から望む温泉街。

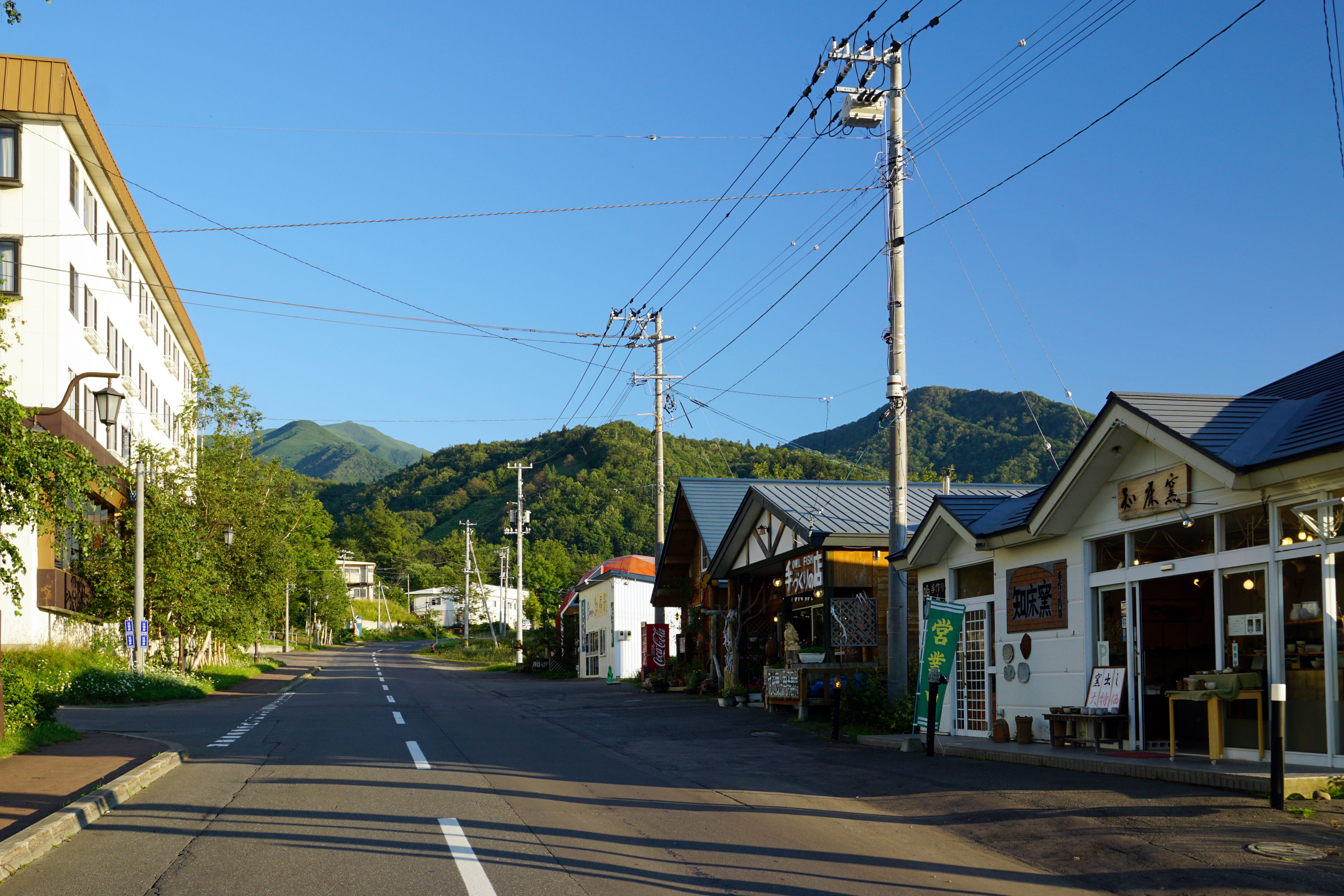
高台の温泉街。夕陽台の近く。

ウトロ温泉（ウトロおんせん）は、北海道斜里郡斜里町ウトロにある温泉。別名を、知床温泉ともいう。

## 泉質
- 含重曹食塩泉
- 含ホウ酸食塩重曹泉
  - 源泉温度61℃

## 温泉街
温泉街は知床半島の西岸のオホーツク海側に位置し、ウトロ漁港側と高台に分かれて存在する。ホテルは現在5軒、他に民宿などの中小規模の宿泊施設も多いが、バブル経済崩壊後長期不況や東日本大震災による経営不振から倒産や廃業、冬期休業を強いられている施設が多く出ている。一方、ウトロの観光船などが発着して知床観光の拠点にもなっていることから、規模の大きいホテルが多く健在であることも特徴である。
高台の温泉街には、共同浴場「夕陽台の湯」が存在し其処にオホーツク海を一望する露天風呂がある。隣接して国設知床野営場があり、その敷地内に知床八景の一つに数えられる夕陽台展望台がある。ほか、足湯「足湯シリエトク」がある。
ウトロ漁港側の温泉街にはゴジラ岩と手湯「ゴジラの手湯」がある。

## 歴史
開湯は1971年（昭和46年）で、ボーリングを実施して源泉開発がされた。なお、最初のボーリング時の源泉の1つは、高台にある温泉民宿の敷地内にある。

## アクセス
- 斜里バス
  - 知床斜里駅より約60分

- 網走バス・斜里バス 知床エアポートライナー
  - 知床斜里駅より約50分
  - 網走駅・網走バスターミナルより約1時間30分
  - 女満別空港より約2時間

- 北海道中央バス・斜里バス
  - 都市間バスイーグルライナー
    - 札幌ターミナルより約7時間10分

- 自家用車の場合
  - 旭川紋別自動車道丸瀬布インターチェンジより国道333号、国道39号、国道334号経由。